# Петроханський перевал

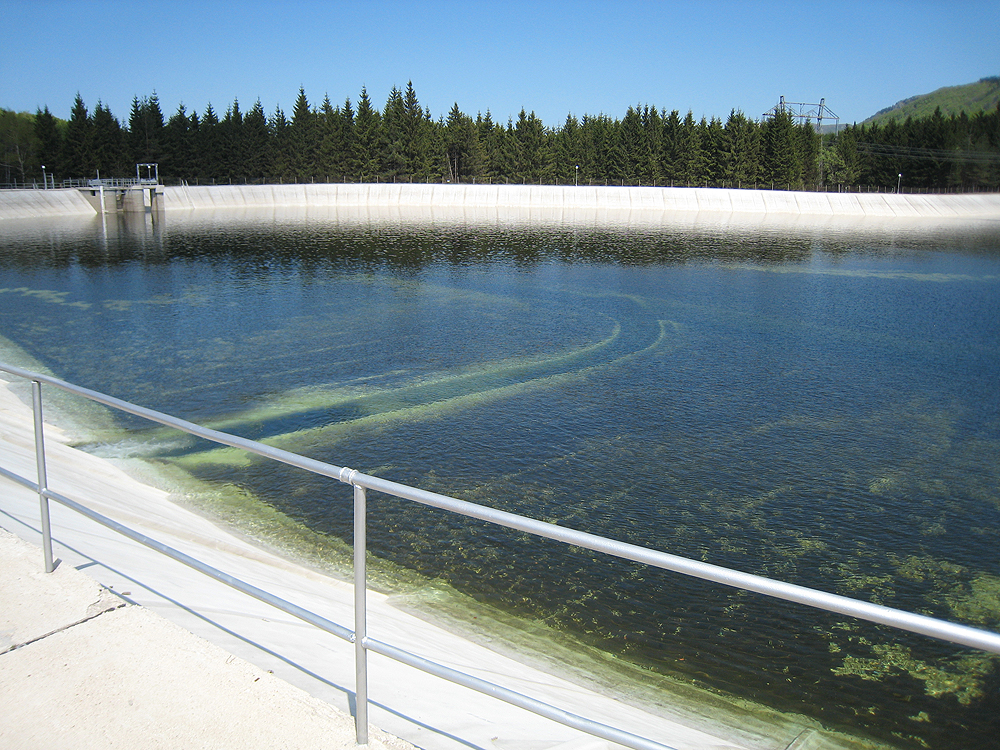
Петроханське водосховище

Петроханський перевал (болг. Гински проход, Берковски проход, Клисурски проход) — гірський перевал-сідло, в центрі західних Балканських гір, між горами Козниця на сході і гори Берковська на заході.

## Географія
Найближчими населеними пунктами на початку і в кінці перевалу є села Бирзія (Берковиця, Монтанська область) і Гинці (Годеч, Софійська область). Довжина перевалу 24,1 км, висота сідла 1409 м.
Перевал з'єднує долину річки Нішава на південь від долини річки Бирзія (приплив Огости) на півночі. Починається від північного кінця села Гинці (1130 м над рівнем моря), продовжується долиною річки Нішава і після декількох поворотів, після 6 км піднімається на сідло на 1409 м над рівнем моря. Звідти він починає довгий 17,2 км спуск на північних схилах Балканських гір, вниз по долині річки Бирзія і закінчується на південній околиці села Бирзія 515 м над рівнем моря.
Район проходу є єдиним місцем в болгарській частині Балканських гір, де зустрічається рідкісний тритон гірський.

## Історія
Прохід використовувався римлянами. З 1868 року через нього проходить дорога і в той самий час на сідлі Петро Ангелов з Берковиці будує гірський притулок (болг. хан). Поєднання імені хазяїна і побудованого ним «хану» набуває популярності і перевал починає називатися Петровим ханом (Петрохан) . Сьогодні тут розташована метеорологічна станція, ресторан, автозаправна станція, мотель і водосховище ГЕС «Петрохан» . На північний захід від сідла знаходиться автомобільна дорога до вершини Ком.